# Max Nowry
Max Emiliano Nowry (ur. 16 marca 1990) – amerykański zapaśnik w stylu klasycznym. Zajął piąte miejsce na mistrzostwach świata w 2019 i 2022. Mistrz panamerykański w 2013 i 2019; drugi w 2018. Brązowy medalista igrzysk wojskowych w 2019. Najlepszy na akademickich MŚ w 2012 roku. Zajął piąte miejsce na Uniwersjadzie w 2013. Zawodnik Wheeling High School i Northern Michigan University.